# El umbral de la eternidad
El umbral de la eternidad es una novela histórica del galés Ken Follett, publicada en 2014. Constituye la tercera parte de la Trilogía del siglo (The Century), cuyas dos primeras partes fueron La caída de los gigantes y El invierno del mundo. Narra la historia de cinco familias que viven en distintos puntos de Europa y Estados Unidos, desde la construcción del muro de Berlín hasta 2008.

## Argumento

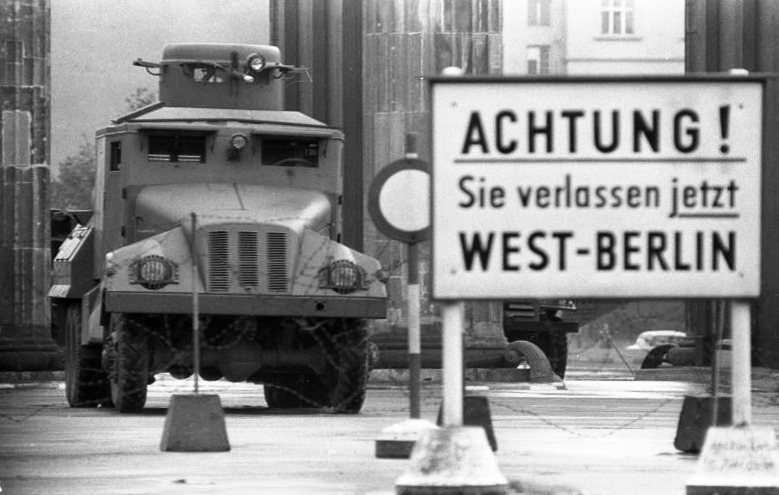
Puesto de control en la Puerta de Brandeburgo (Berlín), en agosto de 1961.

La novela comprende el período de la Guerra Fría, entre 1961 y 1989. Se inicia el año en que se completa la edificación del muro de Berlín. Los protagonistas de esta novela son los hijos y nietos de aquellos personajes principales de las dos obras anteriores, (cinco familias inglesa, galesa, estadounidense, alemana y rusa), que se ven envueltos en acontecimientos históricos de la última parte del siglo XX. En el año 1961 Rebecca Hoffman, profesora en Alemania del Este y nieta de lady Maud, descubrirá que la policía secreta está vigilándola. Mientras, su hermano menor, Walli, sueña con huir a Occidente para convertirse en músico de rock. Por otro lado, George Jakes, un joven abogado que trabaja con los hermanos Kennedy, es un activista del movimiento por los derechos civiles de los negros en Estados Unidos que participará en las protestas de los estados del Sur y en la marcha sobre Washington liderada por Martin Luther King. En Rusia las inclinaciones políticas enfrentan a los hermanos Tania y Dimka Dvorkin. Este se convierte en una de las jóvenes promesas del Kremlin mientras su hermana entrará a formar parte de un grupo activista que promueve la insurrección.

## Familias
La trilogía The Century, tiene como protagonista a cinco familias de distintas nacionalidades; estadounidense, inglesa, alemana, rusa y galesa. En esta tercera parte de la trilogía se narra la historia de los hijos y nietos de las cinco familias protagonistas de las dos obras anteriores. A continuación se mencionan dichas familias y sus miembros.

### Estadounidenses
- Familia Dewar
  - Cameron Dewar
  - Ursula Beep Dewar
  - Woody Dewar, su padre
  - Bella Dewar, su madre

- Familia Peshkov-Jakes
  - George Jakes
  - Jacky Jakes, su madre
  - Greg Peshkov, su padre
  - Lev Peshkov, su abuelo
  - Marga, su abuela

### Ingleses
- Familia Leckwith-Williams
  - Dave Williams
  - Evie Williams, su hermana
  - Daisy Williams, su madre
  - Lloyd Williams, su padre
  - Eth Leckwith, abuela de Dave

### Alemanes
- Familia Franck
  - Rebecca Hoffmann
  - Carla Franck, madre adoptiva de Rebecca
  - Werner Franck, padre adoptivo de Rebecca
  - Walli Franck, hijo de Carla
  - Lili Franck, hija de Werner y Carla
  - Maud von Ulrich, madre de Carla

### Rusos
- Familia Dvorkin-Peshkov
  - Tania Dvórkina
  - Dimka Dvorkin, su hermano mellizo
  - Ania Dvórkina, su madre
  - Grigori Peshkov, su abuelo
  - Katerina Peshkova, su abuela
  - Volodia, su tío
  - Zoya, esposa de Volodia

## Personajes
En El umbral de la eternidad, son varios los personajes que participan en la historia. A continuación se nombran a los que más relevancia tienen dentro de la trama.

### Principales
- George Jakes: joven negro que lucha por los derechos civiles de estos. Trabaja en la Casa Blanca para los hermanos Kennedy.
- Dimka Dvorkin: asistente del Kremlin.
- Dave Williams: joven de mala reputación con los estudios y miembro de un grupo musical.
- María Summers: joven negra e íntima amiga de George, también trabaja en la Casa Blanca
- Walli Franck: nacido de la violación que sufrió su madre Walli vive constantemente soñando con una mejor vida para él. Es cantante y formará una banda junto a Dave.
- Tania Dvórkina: hermana melliza de Dimka, es periodista y entrega volantes que incitan a la insurrección.
- Rebecca Hoffman: adoptada de la familia Franck, es profesora en la Alemania del Este.
- Jasper Murray: joven que vive con la familia Williams y sueña con emigrar a Estados Unidos.
- Natalia Smótrova: funcionaria del Ministerio de Exteriores y amiga de Dimka.
- Verena Marquand: joven ambiciosa de quien se enamora Georga, trabaja junto a Martin Luther King.
- John F. Kennedy: 35.º presidente de Estados Unidos. En la historia es amante de María Summers.
- Ursula Beep Dewar: joven alocada y rompe corazones que tendrá varios amoríos con algunos personajes.
- Evie Williams: actriz y hermana de Dave.
- Cam Dewar: hermano de Ursula, es ambicioso al igual que su hermana.
- Karolin Koontz: cantante de folk y novia de Walli.
- Lili Frank: es hermana de Walli y Rebecca y gran amiga de Karolin.
- Hans Hoffman: esposo de Rebecca que trabaja para la Stasi

### Secundarios
- Vasili Yénkov: disidente, amigo de Tania.
- Nina: novia de Dimka, es ambiciosa e interesada por los bienes materiales.
- Bernd Held: profesor de la Alemania del Este y amigo de Rebecca.
- Martin Luther King: presidente de la Conferencia de Liderazgo Cristiano del sur.
- Anna Murray: hermana de Jasper y cómplice de Tania.
- Bobby Kennedy: hermano del presidente Kennedy.
- Jacky Jackes: madre de George.
- Nikita Serguéyevich Jrushchov: secretario general del Partido Comunista de la Unión Soviética.
- Hank Remington: estrella del pop y novio de Evie.
- Lev Peshkov: abuelo de George
- Lloyd Williams: parlamentario y padre de Evie y Dave.
- Daisy Williams: esposa de Lloyd y heredera de una rica fortuna.
- Conde Fitzherbert: llamado Fitz, es el padre de Lloyd.
- Greg Peshkov: es el padre de George y examante de Jacky.
- Carla Frank: madre adoptiva de Rebecca y legitima de Walli y Lili. En el pasado fue una activa antinazi.
- Werner Frank: padre adoptivo de Rebecca y esposo de Carla.
- Woody Dewar: exitoso famoso, es padre de Ursula y Cam.
- Bella Dewar: esposa de Woody.
- Maud von Ulrich: madre de Carla y hermana de Fitz.
- Ethel Leckwith: parlamentaria exitosa que aprueba las relaciones homosexuales. Es la abuela de Dave.
- Paz Oliva: general cubano.
- Vera Pletner: secretaria de Dimka.
- Lidka: novia deslenguada de Cam.
- Odo Vossler pastor protestante.

## Acontecimientos históricos
- Guerra Fría
  - Crisis de Berlín, 1961
  - Carrera espacial
  - Guerra de Corea
  - Muro de Berlín
  - Caída del muro de Berlín

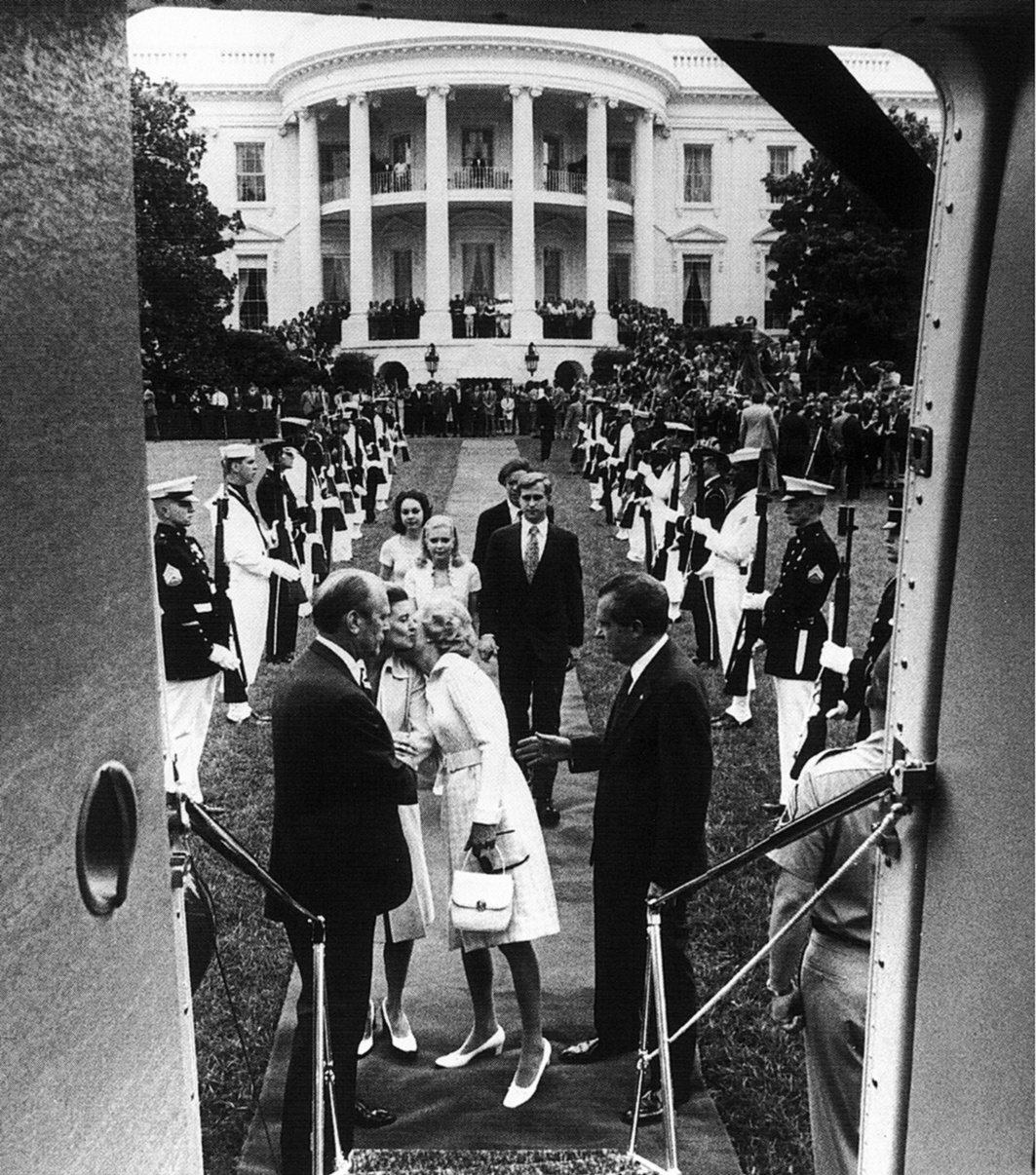
Nixon abandona la Casa Blanca tras su dimisión, el 9 de agosto de 1974.

  - Crisis de los misiles en Cuba, 1962
  - Invasión de Checoslovaquia de 1968
- Movimiento por los derechos civiles en Estados Unidos
  - Viajeros de la libertad, 1961
  - Marcha sobre Washington por el trabajo y la libertad, 1963
  - Asesinato de Martin Luther King, 1968
- Política norteamericana
  - Asesinato de John F. Kennedy, 1963
  - Guerra de Vietnam
  - Escándalo Watergate
- Historia de Solidarność

## Personajes históricos

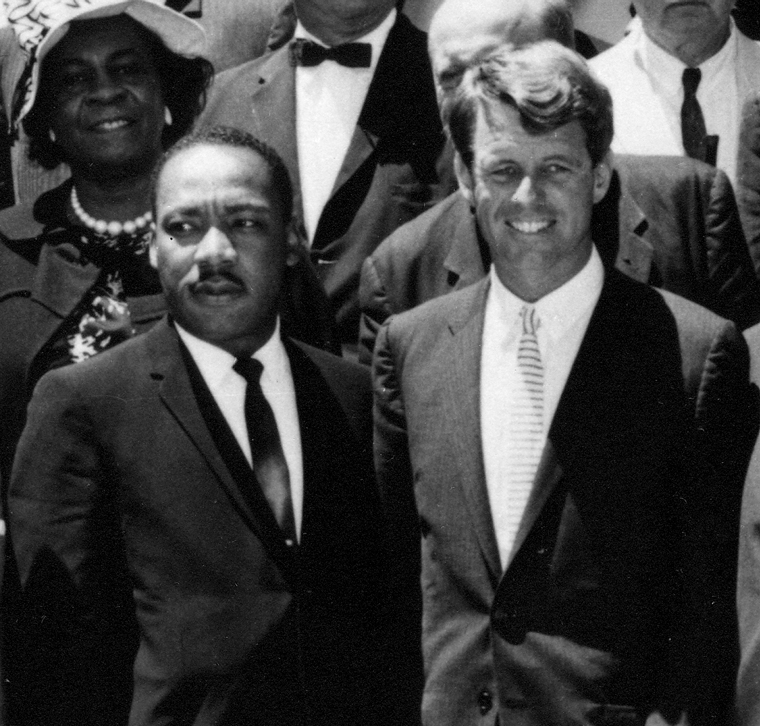
Robert F. Kennedy con Martin Luther King, Jr., el 22 de junio de 1963 en Washington D. C.

Personajes históricos que aparecen en la novela
- John F. Kennedy, 35° presidente de Estados Unidos
- Jacqueline Kennedy, mujer del presidente
- Robert Kennedy, hermano del presidente y secretario del Ministerio de Justicia
- Robert McNamara, secretario del Ministerio de Defensa
- Dave Powers, asistente del presidente Kennedy
- Pierre Salinger,
- John A. McCone, capo de la CIA
- Martin Luther King,
- Nikita Jrushchov, primer secretario del Partido Comunista de la Unión Soviética
- Alekséi Kosygin, ministro soviético
- Andréi Gromyko, ministro de Exteriores soviético
- Rodión Malinovski, ministro de Defensa soviético
- Walter Ulbricht, primer secretario del Partido Socialista unificado de Alemania (partido comunista)
- Erich Honecker, sucesor de Ulbricht
- Egon Krenz, sucesor de Honecker
- Lyndon B. Johnson, 36.º presidente Estados Unidos
- Richard Nixon, 37.º presidente Estados Unidos
- Gerald Ford, 38.º presidente Estados Unidos
- Jimmy Carter, 39.º presidente Estados Unidos
- Ronald Reagan, 40.º presidente Estados Unidos
- George H.W. Bush, 41.º presidente Estados Unidos
- Leonid Brézhnev, sucesor de Krusciov
- Yuri Andrópov, sucesor de Breznev
- Konstantín Chernenko, sucesor de Andropov
- Mijaíl Gorbachov, sucesor de Chernenko
- Papa Juan Pablo II

## Proyecto televisivo
Los derechos para televisión de esta trilogía han sido adquiridos por Sony para poner en marcha una miniserie en la cadena norteamericana ABC.